# Landolphia leptantha
Landolphia leptantha är en oleanderväxtart som först beskrevs av Karl Moritz Schumann, och fick sitt nu gällande namn av J.G.M. Persoon. Landolphia leptantha ingår i släktet Landolphia och familjen oleanderväxter. Inga underarter finns listade i Catalogue of Life.